# La crida de Cthulhu
La crida de Cthulhu és un joc de rol de l'editorial estatunidenca Chaosium. Basat en les històries de terror publicades al segle xx per diferents escriptors i sobretot en les que escrigué als anys 20 l'escriptor Howard Phillips Lovecraft, el joc fou publicat per primer cop als Estats Units el 1981 i es troba actualment en la seva setena edició.
Lovecraft mantingué contacte amb un grup d'escriptors que continuaren les seves històries, mantenint l'estil iniciat per aquest i la temàtica tractada: històries de terror curtes basades en l'existència d'éssers temibles i realitats inconcebibles per l'ésser humà. Tots junts crearen una gran «mitologia» amb un gran nombre d'éssers sobrenaturals, entre els quals destaca el que dona nom al conjunt de tot: Cthulhu.

## El joc de rol
La Crida de Cthulhu és un joc de regles senzilles, basat en tirades percentuals (bé és cert que en noves versions s'ha adaptat el sistema D20) on les habilitats queden no gaire detallades deixant més feina de l'habitual al director de joc per a decidir els fets ocorreguts. El motiu d'açò és que el més important en La crida de Cthulhu no és la justa interpretació de les tirades de daus i dels èxits aconseguits, sinó l'ambientació, la descripció dels fets que succeeixen, la trama en la qual es troben els personatges.
Una característica del joc és l'alta mortalitat dels personatges. Basat en històries d'ésser temibles i realitats inconcebibles, i la seva existència significa la mort dels humans. És molt habitual que en qualsevol partida de Cthulhu mora un gran nombre de jugadors, si no tots.
Ambientat originalment als Estats Units dels anys 20, ha sofert adaptacions per a diferents èpoques (època postcolonial, època actual, època futura) i diferents llocs (Espanya en La piel de Toro, per exemple).

## Edició en català
El 1996 la que havia estat als Estats Units la cinquena edició original de La crida de Cthulhu (1992) fou traduïda al català per l'editorial barcelonina Joc Internacional.
El llibre fou editat amb una enquadernació cartoné i, en excepció de la portada, va ser imprès en blanc i negre.

### El sistema de joc
Com s'ha dit, el joc utilitza majoritàriament daus de 100 cares (d100), o més popularment amb dos de deu cares, emprant un com a desenes i l'altre com a unitats. La idea predominant és que al realitzar una prova, el jugador llença els daus i compara el resultat amb la puntuació de l'habilitat necessària del seu personatge. Si el resultat és igual o inferior de la puntuació, la prova s'ha realitzat amb èxit. Un resultat superior indica que l'acció no s'ha pogut dur a terme o bé que ha estat realitzada erròniament. Pot donar-se el cas que la prova es realitzi en condicions propícies o adverses, pel que el director de joc pot anunciar que al resultat dels daus s'haurà de sumar o restar una penalització o compensació per la situació.
El combat es regeix pel mateix concepte, però amb certes excepcions: Per començar, l'ordre d'actuació entre els implicats no es decideix per un llançament de daus, si no que es fa comparant la puntuació de destresa i només es recorre als daus en cas d'empat. Per altra banda, un atac que ha tingut èxit i, per tant, s'hagi de decidir el dany que s'infligeixi a la víctima, no s'empraran daus de 100, si no que el tipus de dau variarà segons l'arma (generalment es tractaran des de daus de quatre cares fins a daus de deu).

### El concepte del "Seny"
Un dels conceptes pel que destaca i diferencia La crida de Cthulhu als altres jocs de rol és el control i dramatització de l'estabilitat psicològica dels personatges, portant-los fins al desgast psíquic o a la bogeria.
La dramatització que vulguin reflectir els jugadors i el director de joc es veu reforçada per un simple però eficient sistema de control. En el full de personatge hi ha un apartat amb numeració que va del 0 (representant la follia) al 99. Cada personatge disposa d'una puntuació de "Seny" que s'anotarà entre aquests dos valors, i servirà per portar control de la disminució d'aquesta puntuació o, en rares ocasions, l'augment. Amb un valor de 0 el personatge estarà tant foll que el jugador ja no tindrà control sobre les seves accions. De fet, una puntuació de 20 o menys ja és raó perquè el personatge acabi al manicomi.
A més de reflectir l'estabilitat mental del personatge, la puntuació de "seny" té un ús directe durant el joc, actuant com una habilitat més en els moments que la integritat psíquica del personatge es vegi trasbalsada. Així, el director de joc pot demanar un llançament de daus en "Seny" per determinar si un personatge pot actuar amb normalitat davant una escena esgarrifosa o, al contrari, es veu dominat pel pànic. A més, tots els fracassos en aquesta habilitat suposaran una petita reducció en aquesta puntuació.

## Altres edicions
L'ambientació dels Mites de Cthulhu és prou popular perquè diverses companyies hagin creat els seus propis jocs de rol, pel que pot resultar confós saber de quina edició es fa referència. Les publicacions que es detallen a continuació es poden trobar en botigues o associacions de jugadors.

### La llamada de Cthulhu(Joc Internacional)
Vuit anys abans de l'edició en català, Joc Internacional va publicar la traducció al castellà del joc de Chaosium. En ser més una edició més vella, es correspon a la tercera edició original. Va ser un dels primers jocs de rol de l'empresa i va gaudir de molta popularitat. La prova són les diverses reimpressions que es van fer i la gran quantitat de suplements que es van editar.
Tot i que Joc Internacional va cessar la seva activitat l'any 1998, aquest joc encara es pot trobar amb facilitat en diverses entitats de rol i els seus suplements també són relativament fàcils de trobar en botigues de llibres de segona mà.

### La llamada de Cthulhu(d20)
L'any 2002 les editorials Chaosium i Wizards of the coast van unir esforços en crear una nova versió del joc original adaptada al sistema d20, que tan bona acceptació havia despertat entre els afeccionats a Dungeons & Dragons. Però, al contrari, el projecte no va rebre el suport esperat per part dels afeccionats i molts van seguir utilitzant el vell sistema percentual. Al final, el joc es deixaria de publicar i Chaosium seguiria desenvolupant el seu sistema propi.
A Espanya, la traducció va arribar el mateix 2002 a mans de La factoría de ideas, però va córrer la mateixa sort que l'edició americana i també es va deixar de publicar. Actualment és difícil trobar un exemplar del manual.

### El rastro de Cthulhu
A més de basar-se en les obres de literatura, El rastro de Cthulhu s'inspira en el joc de Sandy Petersen aportant tot un nou sistema de joc, però buscant potenciar el tarannà general de les seves partides. De fet, Chaosium va aprovar el projecte.
Els seus autors admiren que en el joc original es potenciï el caràcter psicològic, d'investigació i terror. I és per això que el van redissenyar i adaptar-lo al sistema GUMSHOE, un reglament que tracta les habilitats com una reserva de punts que es van gastant a mesura que els inverteixen a millorar els llançaments de daus o per aconseguir millors resultats en una acció. L'altre aspecte pel que es distingeix el joc és que s'ambienta en la dècada dels anys 30, en lloc de fer-ho als anys 20 com generalment es representa.
El joc és relativament nou (publicat l'any 2007 per Pelgrane Press Ltd.) i ha sigut traduït al castellà per Edge Entertainment. La popularitat del joc ha sigut prou bona com per traduir, també, diversos suplements.